# Establishment
Establishment [establišment] je nejvyšší vrstva politicky, hospodářsky a společensky vlivných osob, také vládnoucí politický režim, jehož přirozeným zájmem je udržení statu quo, případně skupina lidí, která ovládá určitou oblast činnosti (sportovní establishment, literární establishment, kulturní establishment atp.).
Příklady:
- Tenis se stal sportem špiček našeho establishmentu.[2]
- Cena, kterou platíme za PR současného vládnoucího establishmentu, je dnes opravdu „Baťovská“.[3]
- Střet lidu s establishmentem je ale neúprosný a mnoho politiků ztratí v rozkolu národa a stran svou kariéru.[4]